# 東運輸
東運輸株式会社（あずまうんゆ）は、沖縄県石垣市に本社を置く企業。市中心部の石垣バスターミナルを基点に、石垣空港とを結ぶ連絡バスや、石垣島内各集落とを結ぶ路線バス、および貸切バスを運行するバス事業者である。

## 歴史

### 発足前の石垣のバス事業
石垣でのバス事業は1930年（昭和5年）に個人が石垣 - 白保での貨客輸送を行ったのが始まりであるが、営業不振でまもなく事業終了となった。
1935年（昭和10年）には合資会社の八重山自動車商会が設立され、やはり石垣 - 白保でバスの運行を開始。1938年（昭和13年）には後に東運輸代表となる糸州長勝の経営に移行。この頃から戦時下で燃料入手が困難となり、1943年（昭和18年）に木炭自動車による運行、さらには馬車による運行に切り替えられたが、1944年（昭和19年）頃には事業を中止した。
戦後、八重山通運社が日本軍からの払い下げトラックにより運行したが、1946年（昭和21年）1月に八重山支庁に接収され政府の事業となった。
1950年（昭和25年）、ガリオア資金による日本製自動車の支給の際に、戦前からの業者との条件が付いた。該当者は八重山自動車商会の代表であった糸州長勝しかおらず、これを引き受けることとなった。

### 発足
1950年（昭和25年）6月2日、大浜町民を中心とした株主の協力を得て、130万円の資本金、12名の従業員で東運輸株式会社を設立。6月24日に路線バス事業、7月5日にトラック事業の認可を受け、9月2日にバス2台、トラック2台で運輸を開始した。バスは石垣から白保までを1日5往復し、移民入植により道路が開通するたび路線を拡大したが、車両故障などでバスが動けなくなると、運転手が会社へ連絡できる場所へ出るのに一晩かかることもあった。
この頃は通勤・通学と言えばバス利用で、運行ダイヤも通勤・通学に合わせて編成するなど住民生活に密着した運営を行った。市街地と集落の間での物品輸送もバスが行っており、車掌は集落の住民から受けたメモを片手に買い物に忙殺される状況であった。貨客混載のため車内は満杯状態で、貨物専用車を1日1回路線バスの続行で走らせて対応した。パイナップル産業が活性化したのもこの頃で、作業員輸送で臨時便を運行する賑わいであった。

### 経営危機、他社参入・吸収
昭和30年代前半は乗車率も稼働率も良好であったが、低運賃のため運賃収入が低めであったことや続々と開通する路線に対応するための車両購入費により経営状況は良くなく、増資に次ぐ増資で場を凌いだ。このような状況に株主は疲弊し、後述の他社参入の動きの表面化で株を手放す株主が続出。設立当初は20数名いた株主は数名にまで減少した。経営の立て直しに大型資本導入が必要な状況で、1959年（昭和34年）に沖縄バスから出資を仰ぎ、他社との競争に備えた。
八重山交通（山田バス）とは激しい競争となり、新聞紙上を連日賑わすなど政争の具ともなった。山田バスは農業組合振興バスという名の貸切バスで乗合行為をする違法なもので、度々の警告にも応じず過当競争に陥った。山田バスへ行政処分の際は機動隊に出動準備要請をしてからナンバープレートを外す状況であった。
その山田バスは経営危機に陥り、政府勧告により吸収合併することとなった。1963年（昭和38年）1月10日付で事業を譲受し、これによる事業計画変更では無駄な路線のほとんどが変更された。直接の競争は約3年であったがその後の経営にも大きく影響し、後遺症は1973年（昭和48年）3月の営業権償却まで続いた。沖縄バスが保有する株は1964年（昭和39年）1月24日付で全株を買い戻している。
農業の近代化やモータリゼーションの進行により乗客が激減し、昭和40年台後半から単独路線として維持できない路線の統合、それでも維持できない路線の廃止が行われた。

### 730
1972年（昭和47年）5月15日の沖縄県の日本復帰後も自動車交通は右側通行が続いていたが、1978年（昭和53年）7月30日に左側通行へ変更されることとなった（詳細は730 (交通)を参照）。これによりバスのハンドル位置や乗降位置の変更に向けて、政府の補助など様々な対策が採られた。
島内の自動車学校を借りて乗務員訓練を行ったほか、バスターミナルの乗り場も改造。車両は26台を新規導入することとなり、メーカーなど検討の結果、沖縄ふそう自動車より三菱自動車（後の三菱ふそうトラック・バス）製を24台、新沖縄いすゞ自動車よりいすゞ自動車製を2台購入。この他に旧車3台を川崎車体工業（川崎ボデー、後のいすゞバス製造およびジェイ・バス）へ送り改造を施した。
一度に新規導入したことから車両更新時期も全車同時期となるため、計画的な更新が検討されている。

### 年表
- 1950年（昭和25年）
  - 6月2日 東運輸株式会社設立[3]。

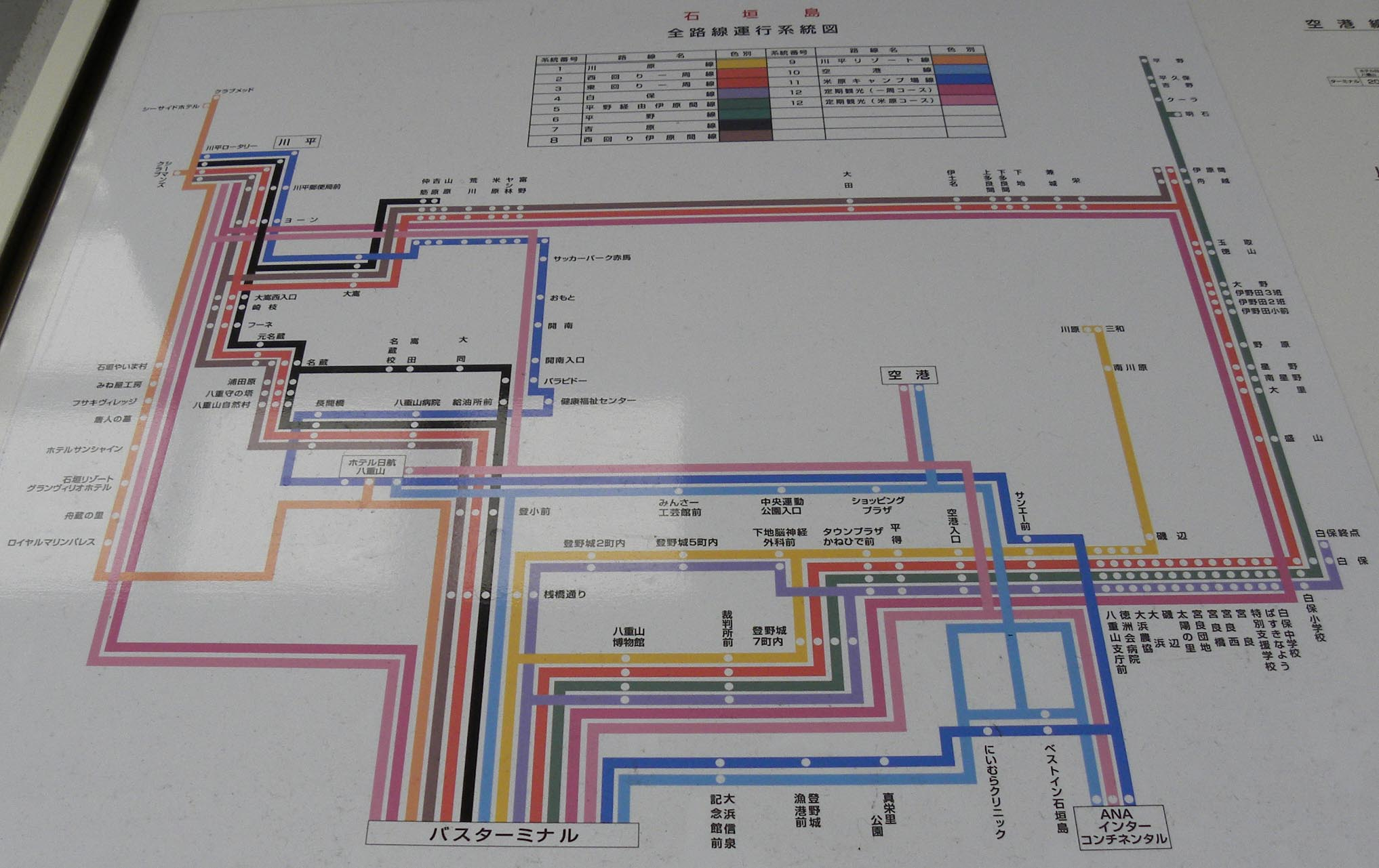
運行系統図（2011年1月現在）
※バスターミナル建物に掲示

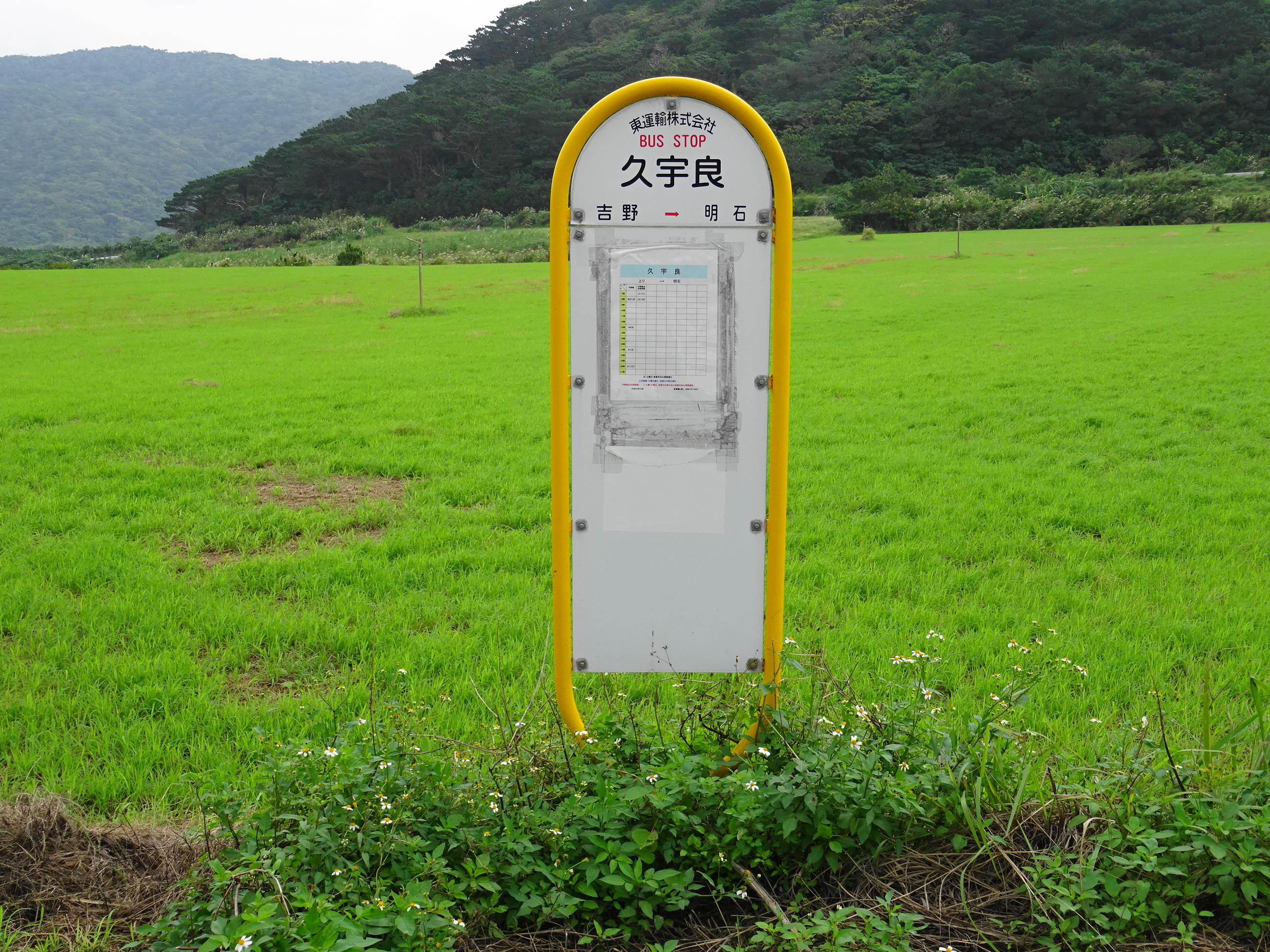
停留所一例

  - 6月24日 八重山民政府企業免許（八企免）による乗合自動車営業（路線バス）認可[3]。
  - 7月14日 八企免による陸上貨物運送業（貨物トラック）認可[3]。
  - 9月2日 バス2台、トラック2台で営業開始[3]。
- 1953年（昭和28年）
  - 9月9日 琉球政府による一般乗合旅客自動車運送（路線バス）事業、一般貸切貨物自動車運送（貨物トラック）事業に切り替え[3]。
  - 12月11日 八企免による陸上貨客運送業認可[3]。
- 1955年（昭和30年）10月3日 一般乗用旅客自動車運送（タクシー）事業認可[3]。
- 1959年（昭和34年）4月6日 一般貸切旅客自動車運送（貸切バス）事業認可[9]。
- 1962年（昭和37年）5月31日 貨物トラック事業譲渡、撤退[6]。
- 1963年（昭和38年）1月10日 山田バスの事業を譲受[6]。
- 1965年（昭和40年）7月31日 タクシー事業譲渡、撤退[10]。
- 1969年（昭和44年）9月18日 整備工場分社[10]。
- 1970年（昭和45年）9月1日 不動産業分社[10]。
- 1978年（昭和53年）7月30日 自動車対面交通変更による車両入れ替え[11]。

## 事業所
| 石垣バスターミナル |  | 石垣バスターミナル |
| 石垣バスターミナル |  |                    |

本社、本社営業所（貸切バス）
沖縄県石垣市字真栄里908
石垣バスターミナル、バスターミナル営業所（路線バス）
沖縄県石垣市美崎町3

### 石垣バスターミナル
東運輸発足以降、本社、営業所、車庫は大浜町内に置かれ、移転も町域内で行われていたが、石垣市の都市計画により現在地にバスターミナルが計画された。石垣市より約2千坪の土地を借り受けて、東運輸によりバスターミナルビルが建設された。
乗客数減少などにより経営状況が悪くなり、車両更新もままならない状態となったことから、バスターミナル建設資金の返済期間猶予を申し出たが却下された。後にバスターミナルビルの経営分離勧告を受け、1970年（昭和45年）9月1日に不動産を引き継ぐ別会社として石垣バスターミナル株式会社を設立した。

## 乗車券

### フリーパス
定期観光バスを除き 全路線で使用可能。
バスターミナル・路線バス車内・石垣空港バス停[= 東バス係員がいる場合のみ] で購入可能 (現金での支払いのみ)。
スタンプは「有効期限の 月 日 時」が押される。
- 1日フリーパス

　　　購入時より24時間利用可能。大人：1,000円 小人：500円
- みちくさフリーパス

　　　別称「5日間フリーパス」だが、購入時より120時間 (= 実質上の5日間) 利用可能。大人：2,000円 小人：1,000円

## 現行路線
2018年（平成30年）12月1日現在。経路先頭の数字は系統番号。

### 石垣空港、東部、東部経由北部

#### 空港線
| 4 石垣空港出発 |  | 10準急 離島ターミナル出発 |
| 4 石垣空港出発 |  | 10準急 離島ターミナル出発 |

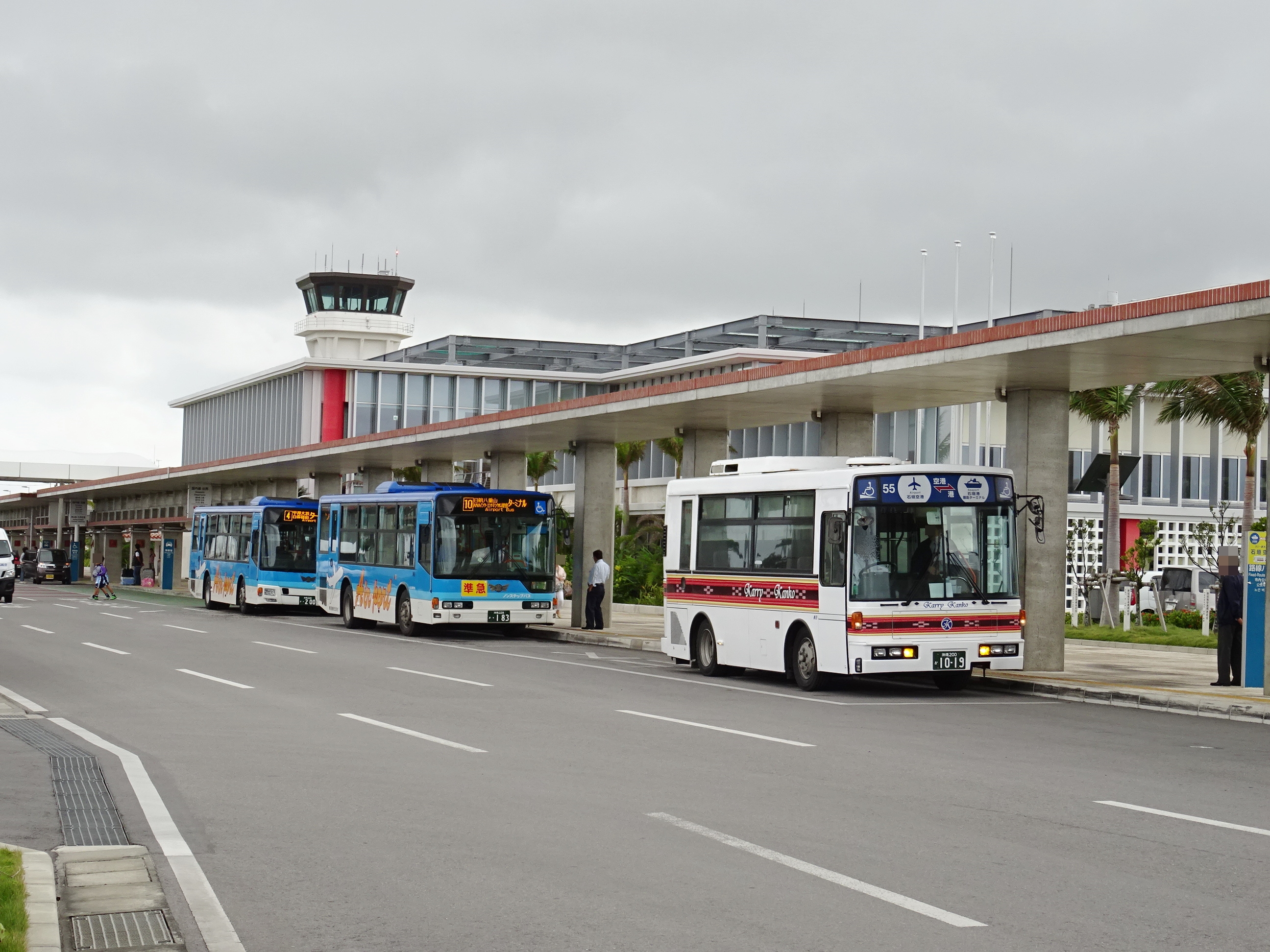
石垣空港で並ぶ東運輸（奥2台）とカリー観光（手前1台）

- 4：バスターミナル - 離島ターミナル - 裁判所前 - 平得 - 沖縄県八重山合同庁舎前 - 大浜 - 磯辺 - 白保 - 石垣空港
- 10：バスターミナル - 離島ターミナル - 登野城小学校前 - アートホテル石垣島 - みんさー工芸館前 - ANAインターコンチネンタル - 沖縄県八重山合同庁舎前 - 大浜 - 磯辺 - 白保 - 石垣空港 (※ 10系統は 新型コロナ感染対策等により減便中：2022年4月時点)

2013年（平成25年）3月7日の新石垣空港（現名称：石垣空港）開港に伴い、4 平得・大浜・白保経由は白保線（バスターミナル - 白保）の延長、10 アートホテル・ANAインターコンチネンタル経由は新規路線として運行。早朝・夜間を除き各系統30分間隔、両系統合わせて15分間隔で運行される。10の一部に設定されていたかりゆし倶楽部経由便は2015年（平成27年）10月1日より、八重山支庁(現：沖縄県八重山合同庁舎前) - 石垣空港間無停車の準急便は2018年（平成30年）1月1日より休止された。(※【再掲】 10系統は 新型コロナ感染対策等により減便中：2022年4月時点)
白保線は東運輸発足当初から運行されるもっとも歴史ある路線。5往復で運行を開始し、1980年（昭和55年）9月現在で28本設定されていた。
空港線は1962年（昭和37年）3月11日に認可された飛行場線が最初で、1966年（昭和41年）4月21日に廃止され白保線の一部便を空港経由とすることで対応。1979年（昭和54年）6月28日に空港線として認可された。旧空港に乗り入れる10 空港線（バスターミナル - ホテル日航八重山（現・アートホテル石垣島） - みんさー工芸館前 - （旧）石垣空港 - ANAインターコンチネンタル - 大浜信泉記念館前 - バスターミナル）は現行の空港線運行開始に伴い廃止となった。旧空港跡地に移転した沖縄県立八重山病院発着の路線については#八重山病院線を参照。
2015年（平成27年）6月22日よりカリー観光が離島ターミナル - 石垣空港間直行バスを運行している。石垣空港では客引きまがいの行為が見られるとの指摘があり、空港担当者は両社協定も視野に入れるなど対策を施したいとしている。他社参入を受けて東運輸も同区間で直行便を運行する方針を表明。2017年（平成29年）8月に同年9月よりアートホテル石垣島・ANAインターコンチネンタル経由を廃止し、新たに
- バスターミナル - （新川小学校前 - 舟蔵の里 - 唐人の墓 - フサキリゾート：往復） - バスターミナル - 離島ターミナル - （直行） - 石垣空港

を運行する旨を発表したが、新規路線中止・現行路線継続となった。所要時間は2017年（平成29年）8月1日よりカリー観光と同じ最短30分で結んでいたが、2018年（平成30年）1月1日より運行の円滑化として最短32分に延ばされた。

#### 西・東回り一周線（東側）、平野線、平野経由伊原間線

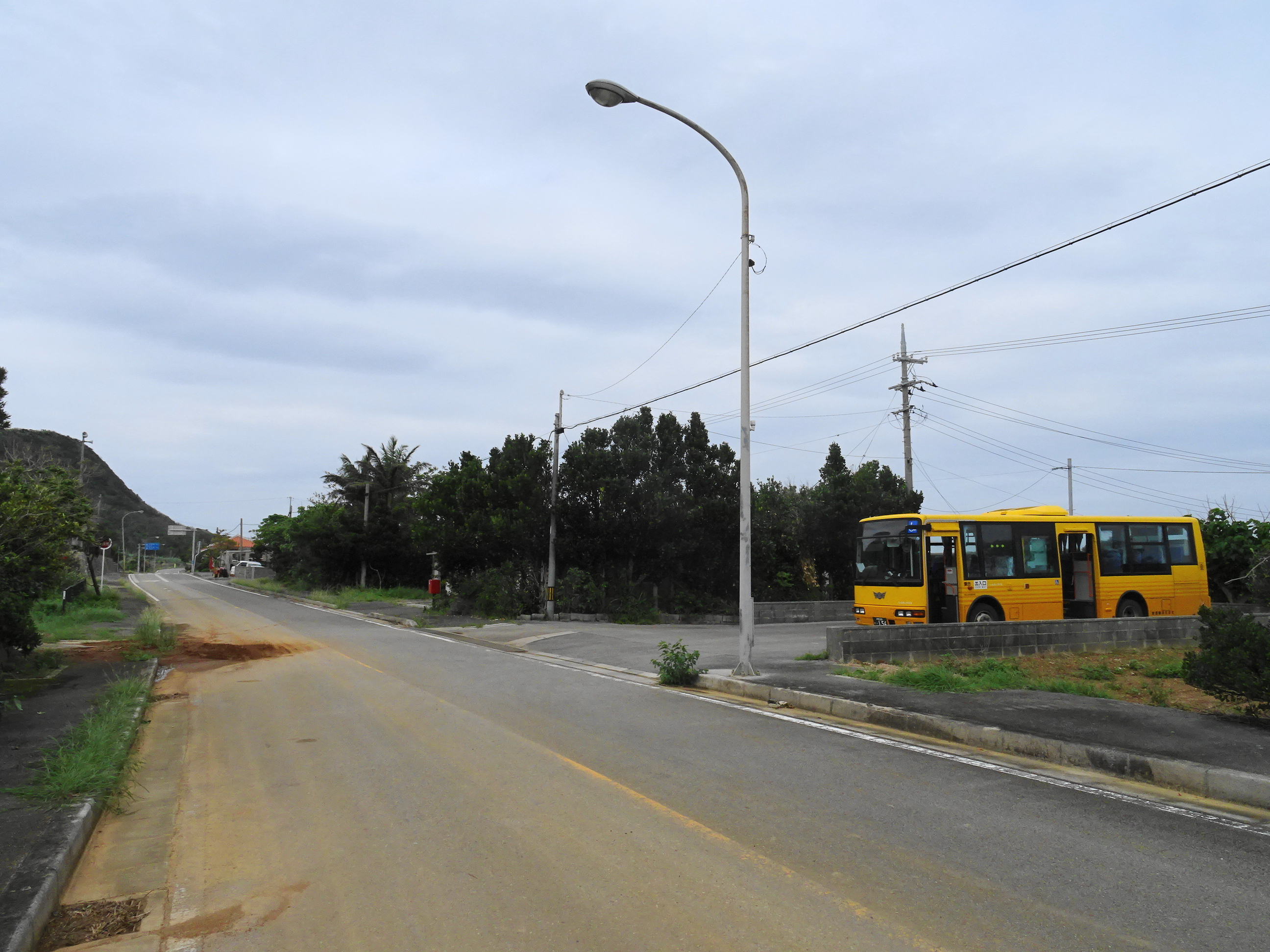
6 平野で待機中 平野バス停は先の赤い屋根付近

- 2・3：バスターミナル - 裁判所前 - 平得 - 沖縄県八重山合同庁舎前 - 大浜 - 磯辺 - 白保 - 石垣空港 - 盛山北（旧・盛山） - 野原 - 玉取 - 舟越 - 伊原間（ - 西部方面）
- 5・6：バスターミナル - （上記経路） - 伊原間 - 明石 - 平久保 - 平野

各系統、白保 - 伊原間 - 平野間はフリー乗降区間。2013年（平成25年）3月7日の新石垣空港開港に伴い同日より白保 - 盛山の間で石垣空港経由となり、バスターミナル - 石垣空港間は離島ターミナルに立ち寄らない以外は4と同経路である。
2 西回り一周線はバスターミナルから西部経由で伊原間へ至り、伊原間から上記経路でバスターミナルへ戻る系統。3 東回り一周線はバスターミナルから上記経路で伊原間へ至り、伊原間から西部経由でバスターミナルへ戻る系統。
5 平野経由伊原間線はバスターミナル→平野（滞泊）→伊原間→平野→バスターミナルと日付を跨いでひとつの系統として運行される。翌朝の伊原間 - 平野往復は伊原間小中学校の登校日に運行。休校日の場合はバスターミナル発の時点で5番ではなく後述の6番として運行され、平野で滞泊せずにバスターミナルに戻る。6 平野線はバスターミナル - 平野を当日中に往復する系統。
伊原間までは1954年（昭和29年）3月8日に伊原間東線（東回り伊原間線）として運行開始。1956年（昭和31年）7月21日に東回り一周線および西回り一周線を設定。1958年（昭和33年）12月20日に伊原間から平野まで延長された。

このほか、バスターミナルから上記経路で平野へ至り、平野から上記経路で伊原間、伊原間から西部経由でバスターミナルへ戻る東回り平野一周線が設定されていた。

#### 川原線
- 1：バスターミナル - 裁判所前 - 平得 - 沖縄県八重山合同庁舎前 - 大浜 - 磯辺 - 南川原（→川原→三和→南川原）

このほか、1972年（昭和47年）5月6日からバスターミナル - バラビドー - おもと - 川原 - 大浜 - バスターミナルのおもと経由川原線が設定され、1980年（昭和55年）9月現在で川原線とおもと経由川原線合わせて5本設定されていた。

### 中心部、西部、西部経由北部

#### 吉原線
| 7 川平公園付近 |  | 9 川平リゾート線塗装 |
| 7 川平公園付近 |  | 9 川平リゾート線塗装 |

- 7：バスターミナル → 登野城小学校前 → 八重山自然村 → 八重守の塔 → 名蔵 → 大嵩西入口 →（大嵩 - 吉原 - 大嵩 - 川平）→ 大嵩西入口 → 名蔵 → 嵩田 → バラビドー → 登野城小学校前 → バスターミナル

登野城小学校 - 名蔵は往路・復路で経路が異なる。吉原・川平地区は、吉原で折り返し後に川平を経由する便と、川平を経由した後に吉原で折り返す便の何れかとなる。
1980年（昭和55年）9月現在は往復ともバスターミナル - 川平 - 吉原間で運行され、現行復路経路にはバスターミナル - 八重守の塔 - 名蔵 - 嵩田 - おもと - バラビドー - バスターミナルの名蔵経由おもと線が設定されていた。

#### 川平リゾート線
- 9：バスターミナル - アートホテル石垣島 - 舟蔵の里 - 唐人の墓 - やいま村入口 - 川平 - クラブメッド

1955年（昭和30年）4月に個人が運営する川平線を買収し運行開始。1980年（昭和55年）9月現在はバスターミナルから川平まで吉原線、伊原間方面と同一経路であったが、現行経路は唐人の墓など海沿いを経由し、川平リゾート地区まで運行される

#### 米原キャンプ場線

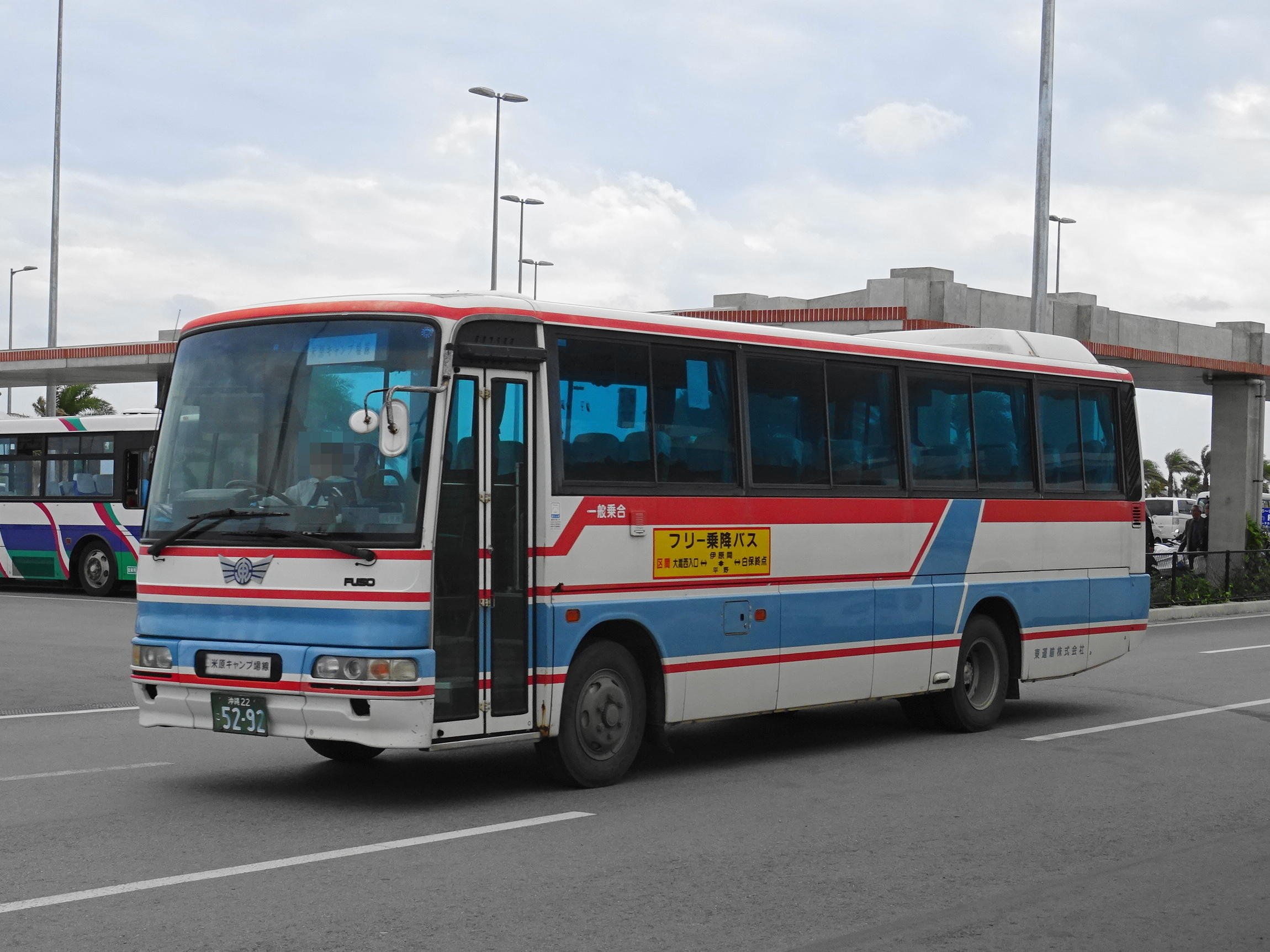
11 石垣空港到着後回送

- 11：バスターミナル - 大浜信泉記念館前 - ANAインターコンチネンタル - みんさー工芸館前 - アートホテル石垣島 - 健康福祉センター - バラビドー - おもと - サッカーパークあかんま - 富野 - 米原ヤシ林入口 - 山原 - 吉原 - 大嵩 - 川平 - クラブメッド - 川平 - 大嵩 - 吉原 - 山原 - 米原ヤシ林入口 - 富野 - サッカーパークあかんま - 三和入口 - 盛山北 - 石垣空港

バスターミナルから上記経路で川平まで運行していたが、新石垣空港開港時に川平 - クラブメッド間およびサッカーパークあかんま - 石垣空港間を延伸し、川平地区など西部や川原・三和地区から空港へのアクセスにも対応させた。

#### 西・東回り一周線（西側）、西回り伊原間線

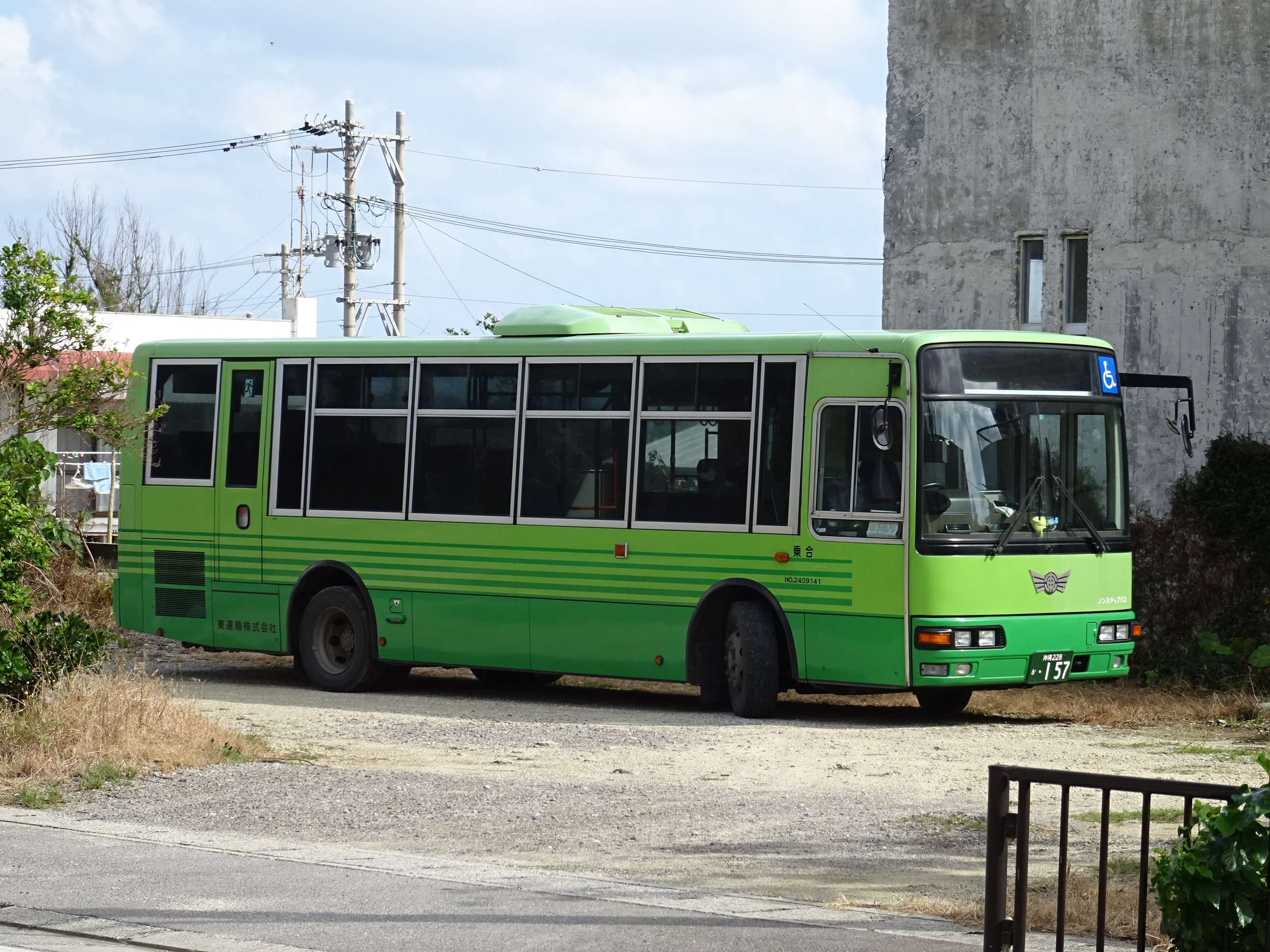
8 伊原間で待機中

- 2・3・8：バスターミナル - 登野城小学校前 - 八重山自然村 - 八重守の塔 - 名蔵 - 大嵩西入口 - 川平 - 大嵩 - 吉原 - 山原 - 米原ヤシ林入口 - 富野 - 伊土名 - 栄 - 舟越 - 伊原間（ - 東部方面）

各系統、大嵩西入口 - 伊原間間はフリー乗降区間。
2 西回り一周線はバスターミナルから上記経路で伊原間へ至り、伊原間から東部経由でバスターミナルへ戻る系統。3 東回り一周線はバスターミナルから東部経由で伊原間へ至り、伊原間から上記経路でバスターミナルへ戻る系統。8 西回り伊原間線はバスターミナル - 伊原間間を上記経路で往復する系統。
1955年（昭和30年）3月29日に伊原間西線（西回り伊原間線）として運行開始。1956年（昭和31年）7月21日に東回り一周線および西回り一周線が設定された。このほか、バスターミナルから東部経由で平野へ至り、平野から伊原間、伊原間から上記経路でバスターミナルへ戻る東回り平野一周線が設定されていた。

#### 八重山病院線
- 13:バスターミナル - 離島ターミナル - 新栄町 - 真喜良郵便局前 - 新川五町内 - 桃林寺前 - 大川 - 登野城五町内 - 平得 - 石垣市役所 - 八重山病院

沖縄県立八重山病院が、2018年（平成30年）10月1日に旧石垣空港跡地に移転・開院したことに伴い新設された路線である。
当初、病院敷地内にバス停留所を設置し、現行路線を病院経由とすることで調整していたが、採算等の見極めに時間がかかり、八重山病院の移転開院に間に合わなかった。運行開始は認可が下り次第としていたが、同年12月1日より運行を開始。
2019年（平成31年）2月まで3ヶ月間期間限定の試験運行とされていたが、同年4月以降も石垣市が赤字を全額補填し運行されることとなった。
2019年（令和元年）9月1日に路線を新川、真喜良方面に延伸するとともに、市街地の桃林寺から桟橋通り（県道87号）までの区間を4号線経由から2号線（県道79号）経由に変更した。

### 定期観光バス
定期観光バスは石垣島一周コースおよび半周コースの2コースが設定されている。
1958年（昭和33年）12月20日に石垣島一周観光バスの運行を開始した。

## 廃止路線

### まちなかじゅんかんバス
| 13 離島ターミナル出発 |  | 13 離島ターミナル出発 |
| 13 離島ターミナル出発 |  |                       |

- 13：バスターミナル - 離島ターミナル - 桃林寺 - 公設市場 - 登野城小学校 - （旧）八重山病院 - アートホテル石垣島 - 石垣中学校 - 新川公園 - 真喜良 - 桃林寺西 - 八重山平和祈念館前 - 離島ターミナル - バスターミナル

石垣市地域公共交通協議会が主体となり東運輸が運行受託する形で、2013年（平成25年）2月12日より2週間の無料実験運行が行われ、バス路線がない地域住民など利用者からの要望が多かったことから同年10月1日より29人乗りのバスを使用し200円均一運賃で運行を開始（順周り・逆回り各12便（土日祝日は各8便））。
運行開始から1ヶ月間の乗車人員は目標の半数程度にとどまり、車を持たない高齢者からは好評であった反面、わかりやすい運行コース、運行範囲の拡大、100円バスとしての運行などの要望が出た。また、ルート変更や小中学校の通学対応等のための時刻調整についても要望がある。
2016年（平成28年）10月1日には、石垣市健康福祉センターを経由するようルートを変更。2017年（平成29年）10月1日からは、運行回数を順周り・逆回り各6便に減便するも赤字解消の目処が立たず、2018年（平成30年）3月31日の運行をもって廃止となった。

## 車両

### バリアフリー車両
| 沖縄県内初導入のワンステップバス |  | ノンステップバス |
| 沖縄県内初導入のワンステップバス |  | ノンステップバス |

2003年（平成15年）3月、高齢者、身体障害者等の公共交通機関を利用した移動の円滑化の促進に関する法律（交通バリアフリー法）の基準に適合した車両として、沖縄県内の事業者で初めて低床車両（ワンステップバス）を導入。3月24日より白保線にて運用を開始した。
2007年（平成19年）にも追加導入するなど引き続き低床化を推進。2015年（平成27年）3月31日現在保有する路線バス車両28台中ノンステップバスなどの基準適合車両は19台と、半数以上が低床車両となっている。貸切バス車両では車椅子昇降装置付車両を1台保有する。

### 特定バス、貸切バス
特定バス事業は1992年（平成4年）6月19日に空港旅客ターミナルと航空機の間（石垣空港制限区域内）で航空機搭乗客輸送（ランプバスの運行）の許可を受けた。2015年（平成27年）3月31日現在休止中で、車両は4台登録されている。
貸切バス事業は1959年（昭和34年）4月6日に認可を受け、路線バス予備車両5台を貸切兼用として運用した。車両は2015年（平成27年）3月31日現在で34台登録されている。

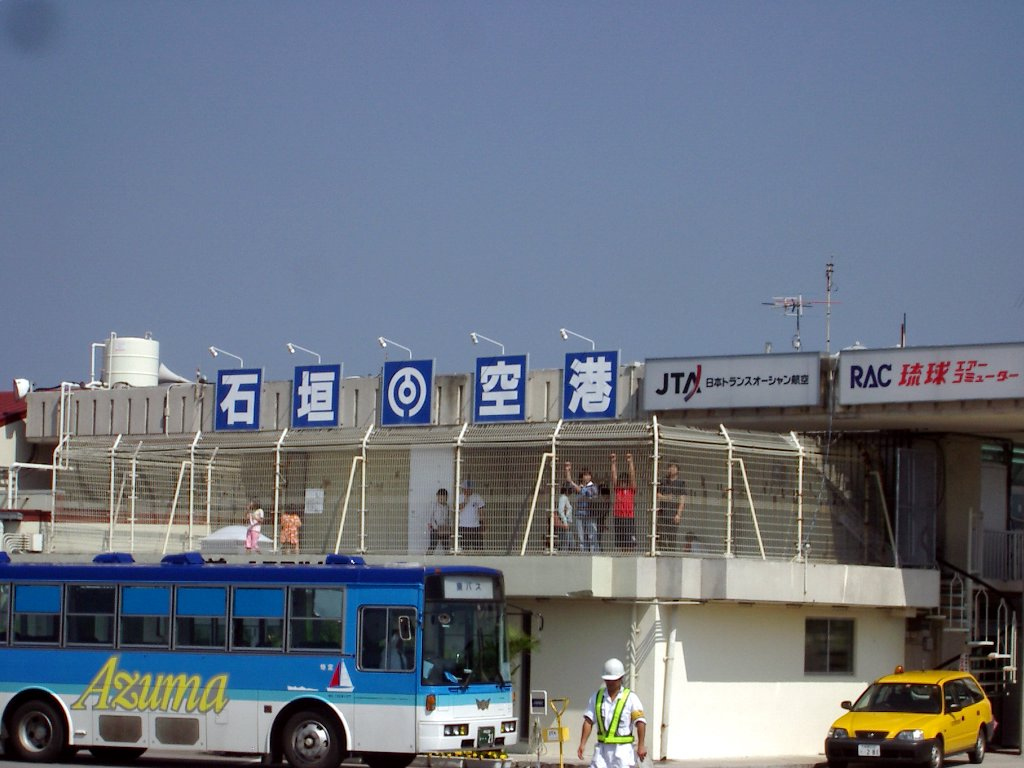
ランプバス（旧空港）
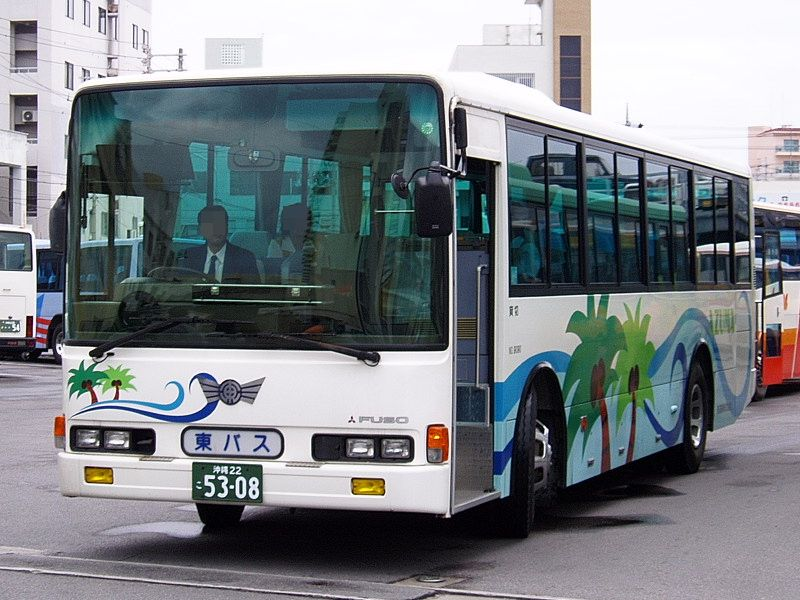
貸切バス
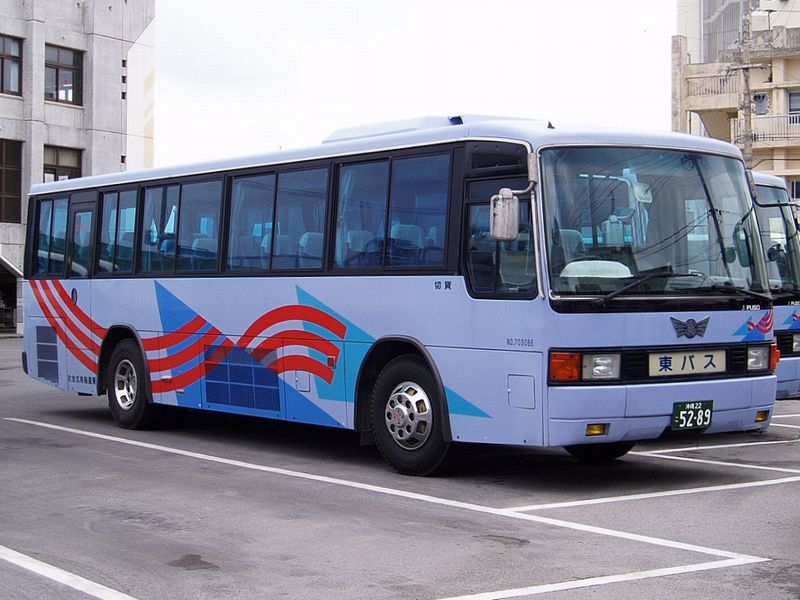
貸切バス
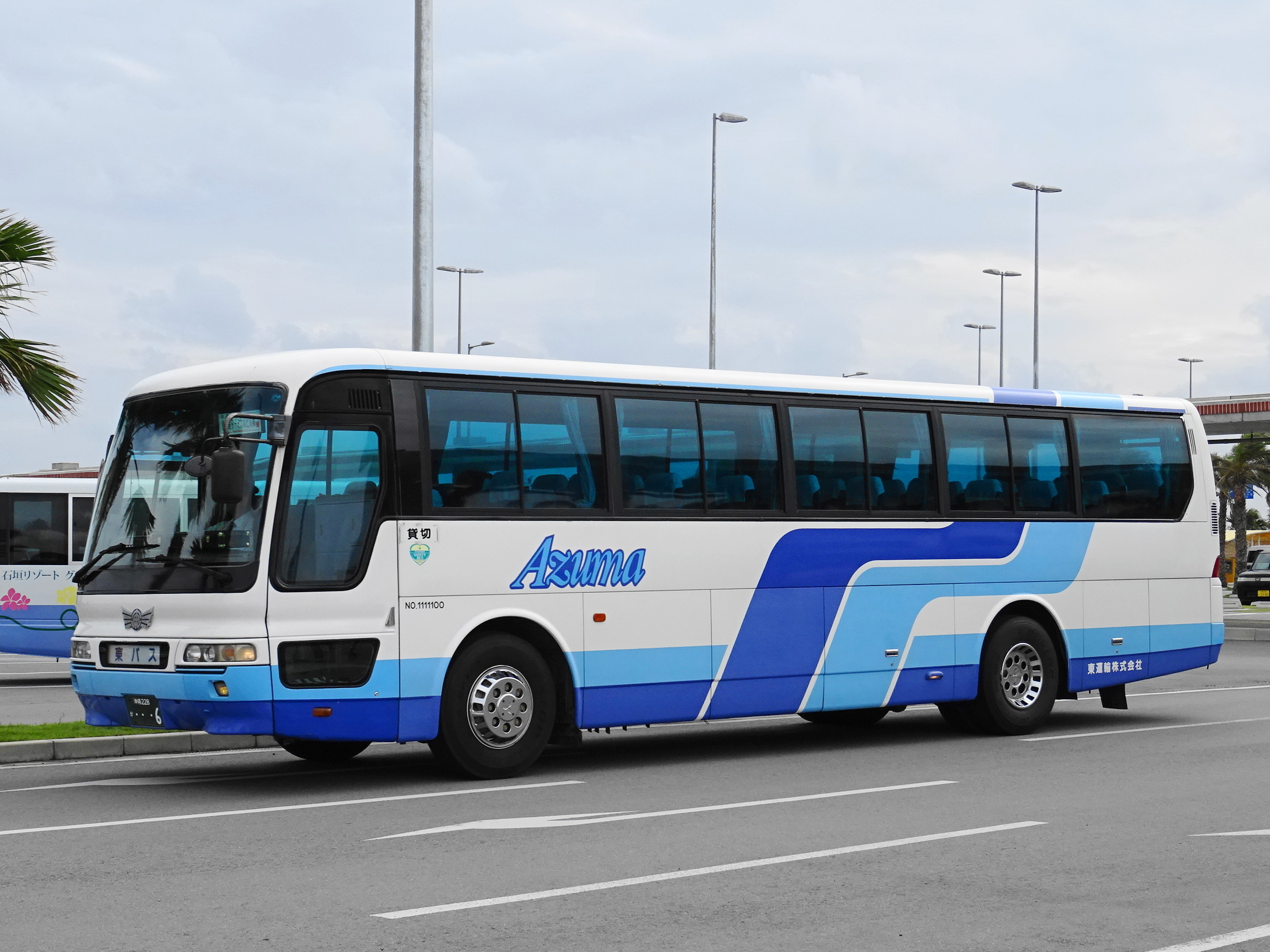
貸切バス
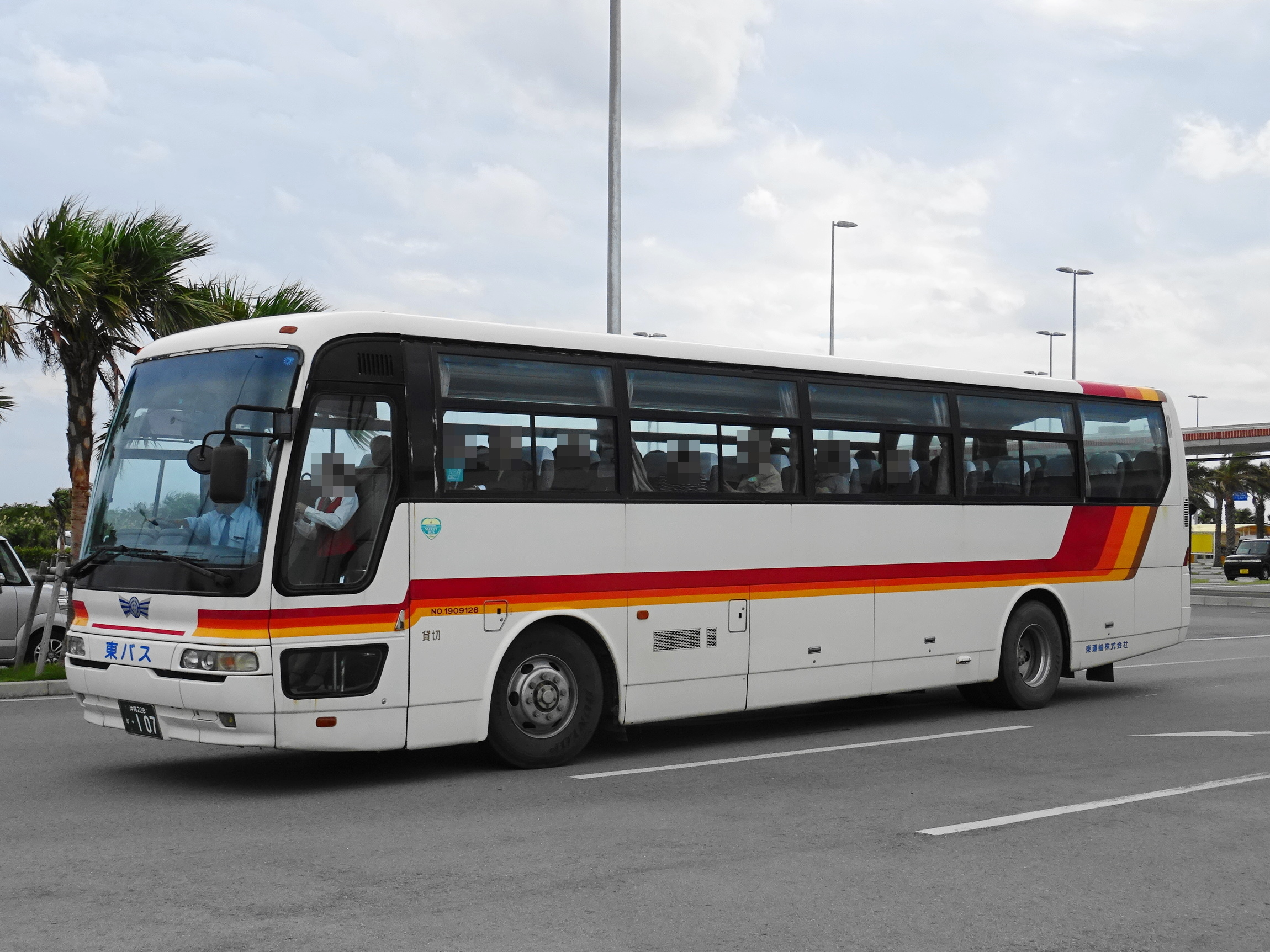
貸切バス
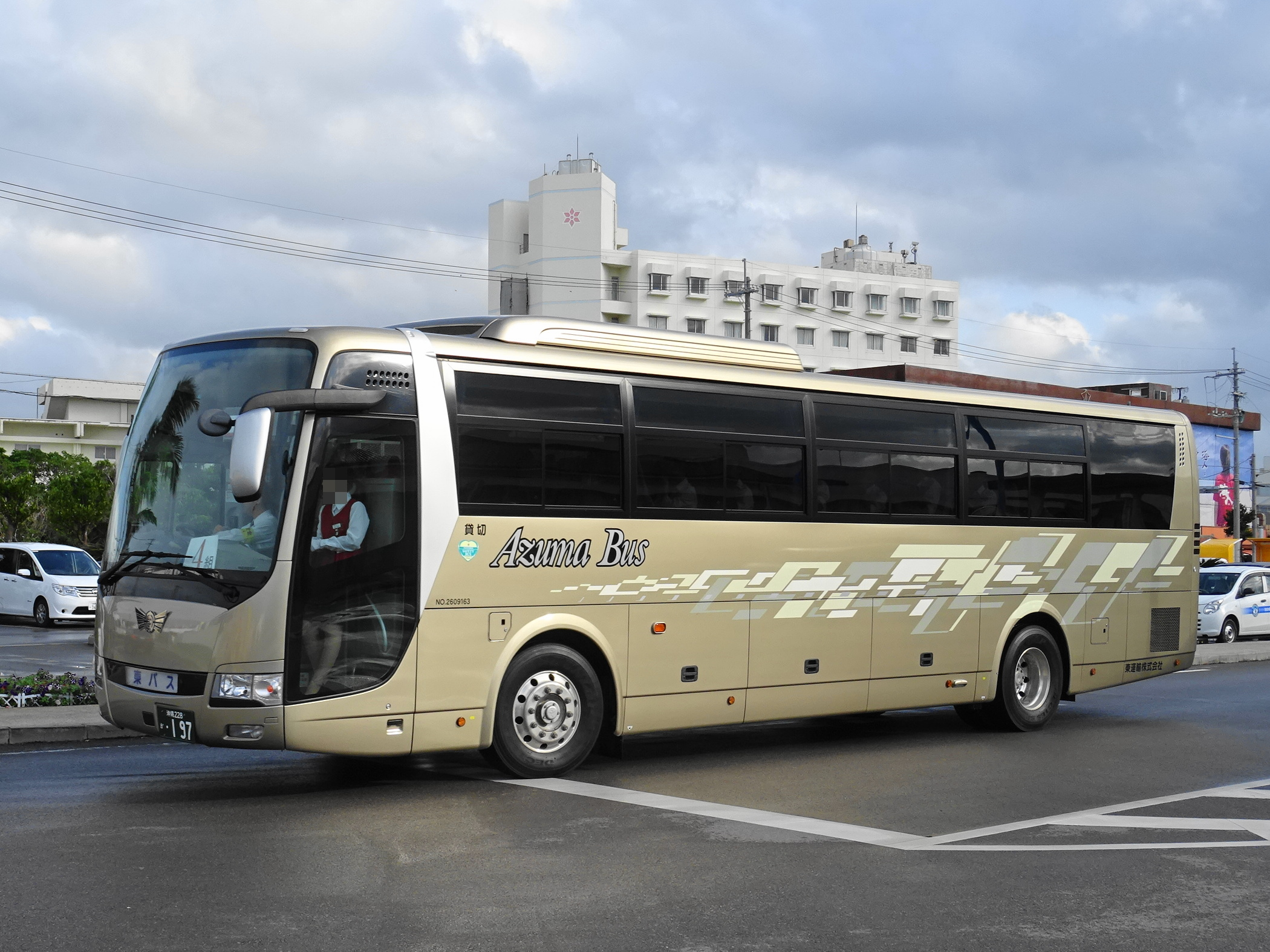
貸切バス
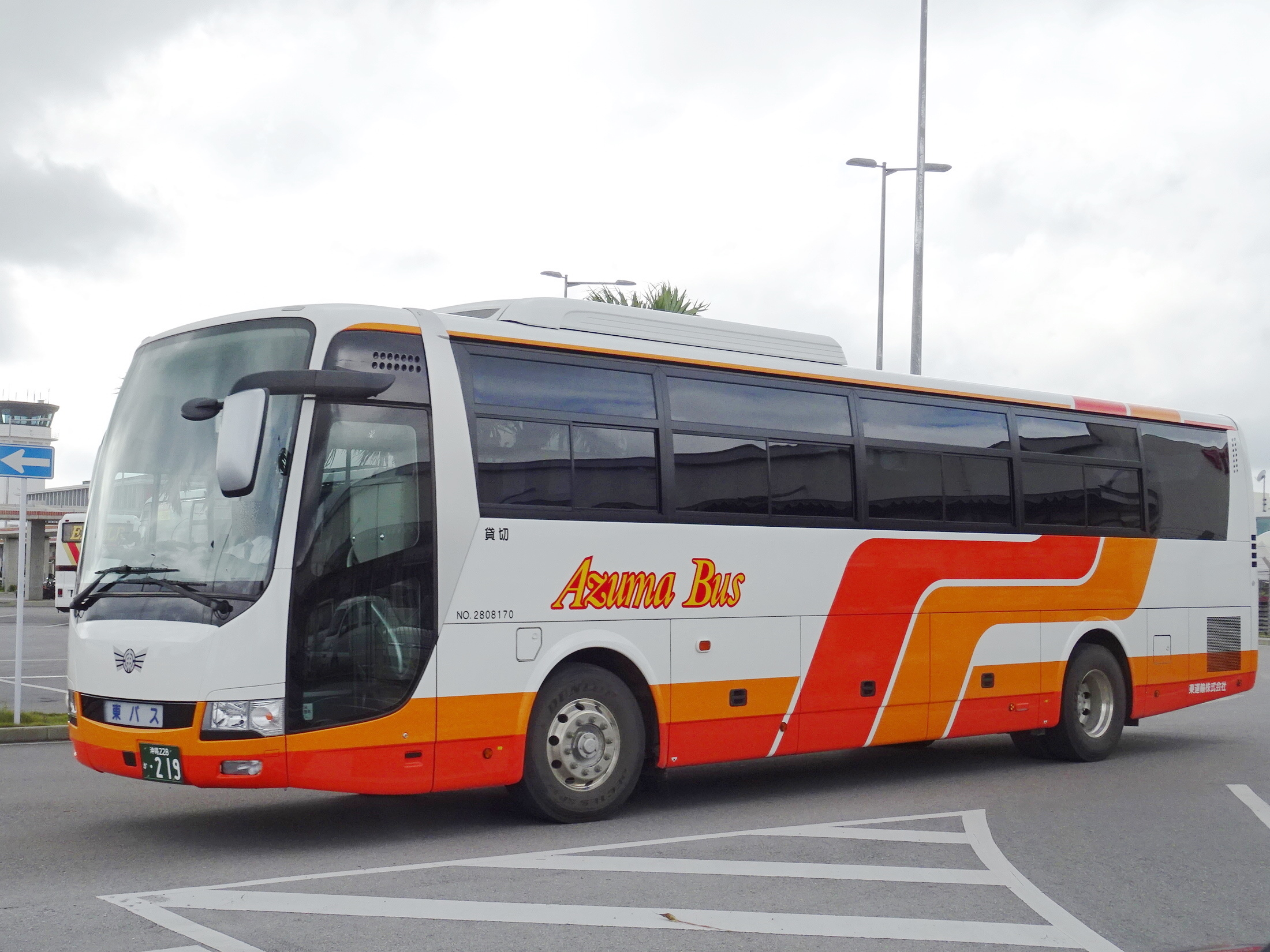
貸切バス
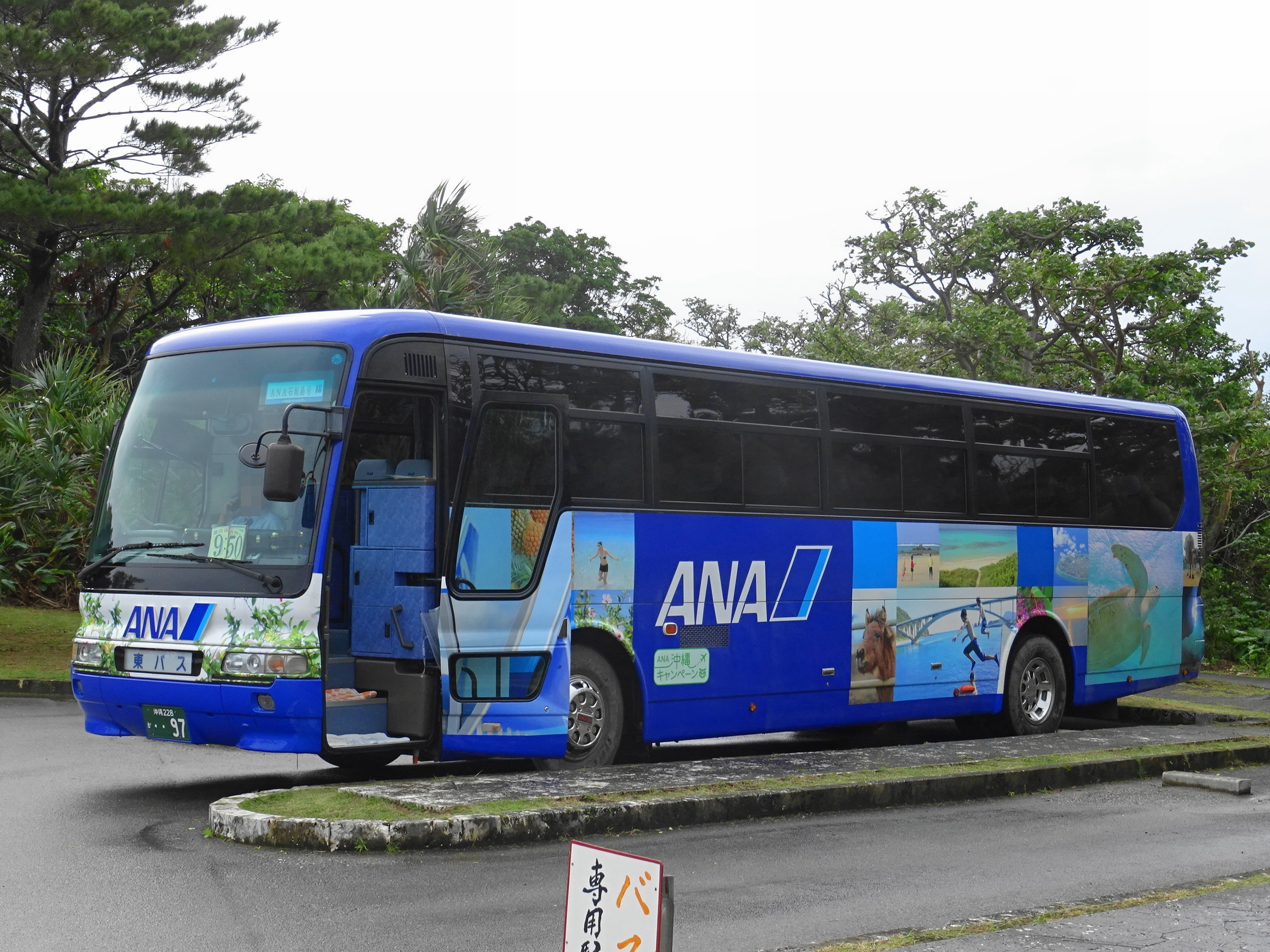
ANA専用車

## 生活路線
川原線、西回り一周線、東回り一周線、平野線、平野経由伊原間線、西回り伊原間線、吉原線は、沿線人口の減少やモータリゼーションの進行により乗客が減少していることから、沿線住民に必要な公共交通確保を目的に、沖縄県と石垣市（西回り伊原間線のみ石垣市単独）による路線維持補助金の対象路線となっており、都度見直しを含めた検討が行われている。2001年（平成13年）には川平線も見直し対象に挙げられていた。

西部の吉原以北、東部の白保以北から市中心部へは朝8時台までに到着する便が設定されておらず、この地域から市中心部への通勤・通学には利用し辛いダイヤとなっており、学生においては寮生活、寮に入れなかった学生は自家用車での送迎を余儀なくされている。また山原地区から川平の小中学校通学に不便なダイヤとなっている。早朝便設定や吉原線路線延長などの要望が出ているが、通学需要取り込みで利用率の向上は見込めるものの、早朝便設定による費用増、補助金受給路線であるため関係箇所との調整が必要とし、2015年（平成27年）現在実現に至っていない。

## その他
- 乗降方法は前乗り前降り。バリアフリー車両には中扉を備えるが、車椅子専用出入口となっている[56]。ベビーカーは折りたたんで乗降する。
- 従業員は全員、大型自動車第二種免許を所有しており、繁忙期は、従業員全員でバスの運転業務に携わる[57]。

## 関連会社
美崎興業
不動産業。
東バス車輌
自動車整備業。
あずまタクシー
一般乗用自動車運送（タクシー）事業。
タクシー事業は1950年（昭和30年）10月3日に認可を受けて東運輸直営で行っていたが、1960年（昭和40年）7月31日付で他社へ譲渡し撤退した。
新石垣空港開港による交通動向変化を先取る形であずまタクシーを設立し、2008年（平成20年）9月に事業許可を申請。2009年（平成21年）1月に許可を得て、3月6日の運輸開始式を経て営業を開始した。